# 羅蘭多·曼德拉戈拉
羅蘭多·曼德拉戈拉（義大利語：Rolando Mandragora，發音：[roˈlando manˈdraːɡora]；1997年6月29日—），是一位意大利足球運動員，场上司職防守中場，现時效力意甲球队佛罗伦萨。

## 球會生涯

### 熱拿亞
曼德拉戈拉為熱拿亞的青訓產品。2014年10月29日，他在聯賽對陣祖雲達斯時，首次替球隊上陣，上陣了69分鐘後被，最終熱拿亞以1比0小勝對手。
2015-16賽季，他整季被外借至佩斯卡拉。

### 祖雲達斯
2016年1月19日，祖雲達斯宣佈簽下曼德拉戈拉，轉會費為600萬歐元，算上其他附加條款，轉會費能加至1200萬元，而球員餘下的賽季會繼續被外借至佩斯卡拉。

## 國家隊生涯
2015年8月12日，曼德拉戈拉於友誼賽對陣匈牙利U21時，首次為意大利U21上陣。